# Voorouderonderzoek (nazisme)
Voorouderonderzoek was een methode uit het Derde Rijk waarmee werd bepaald in hoeverre iemand behoorde tot het Arische ras.

## Achtergrond
In nazi-Duitsland werden bepaalde rassen, zoals het Slavische ras, het negroïde ras en het mongoloïde ras, evenals bevolkingsgroepen zoals de Roma en Joden, als minderwaardig beschouwd. In de Rassenwetten van Neurenberg, die in 1935 werden geïntroduceerd, werd vastgelegd welke rechten men had op basis van ras. Het doel van het Derde Rijk was het creëren van een zuiver Germaans ras, onder meer door middel van nazi-eugenetica.
Of iemand tot een bepaald ras behoorde, werd onder andere bepaald aan de hand van genealogisch onderzoek. Ook uiterlijke kenmerken speelden een rol. Personen met drie of meer Joodse grootouders werden als Jood aangemerkt. Had iemand één of twee Joodse grootouders, dan werd die persoon aangeduid als Mischling. Aantonen of iemand Arisch was, kon met een Ahnenpass ("voorouderpaspoort").
Het aangemerkt worden als Jood had grote gevolgen. Vanaf 1935 werden in nazi-Duitsland steeds meer anti-Joodse maatregelen opgelegd. Dit leidde uiteindelijk tot de systematische vernietiging van Joden en andere door het nazisme als minderwaardig aangemerkte volkeren tijdens de Holocaust.